# Nephotettix parvus
Nephotettix parvus är en insektsart som beskrevs av Hajime Ishihara och Kawase 1968. Nephotettix parvus ingår i släktet Nephotettix och familjen dvärgstritar. Inga underarter finns listade i Catalogue of Life.